# Zona della morte

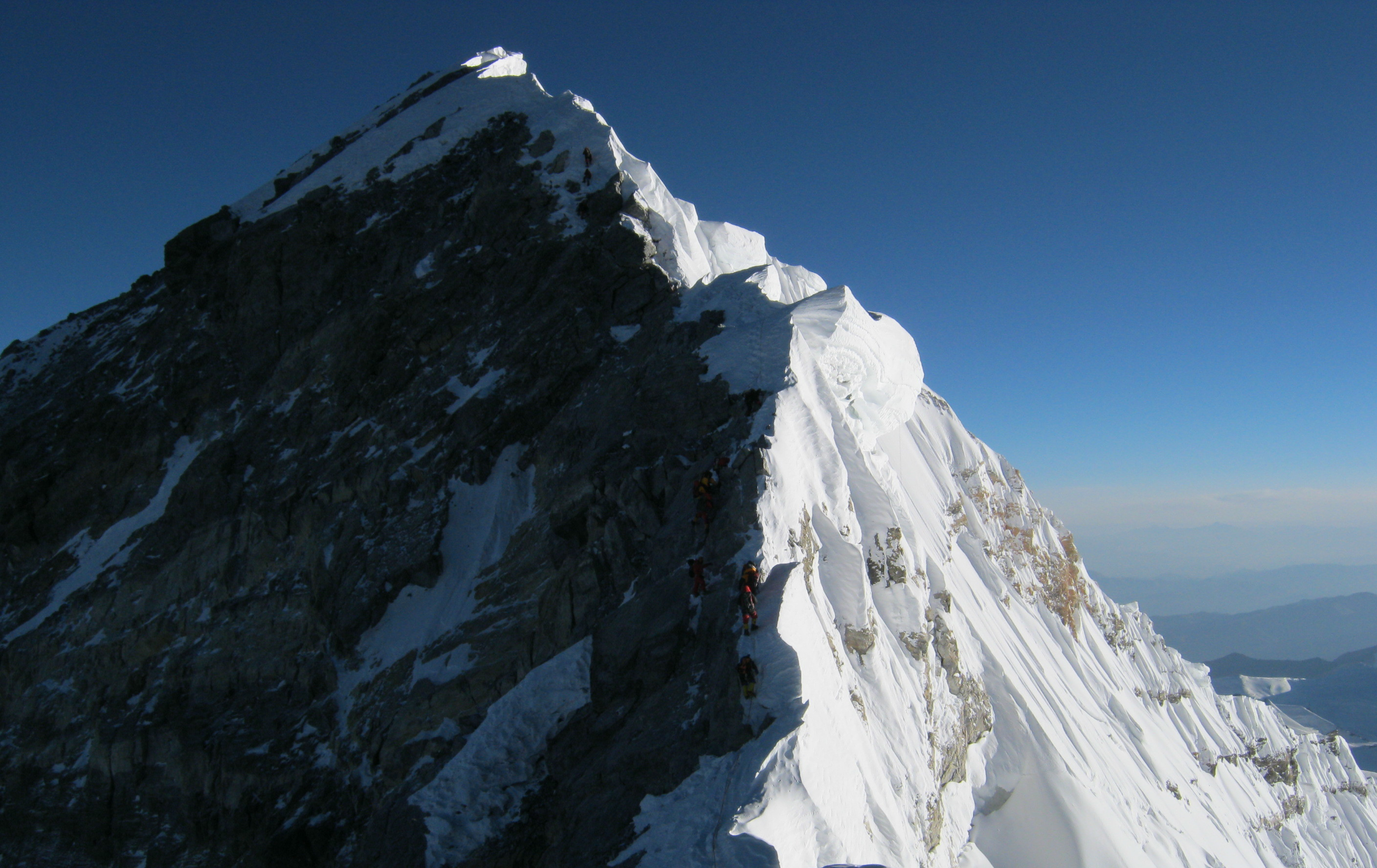
Parte sommitale dell'Everest

Con la locuzione zona della morte si indica, nel gergo alpinistico, la regione che caratterizza le montagne della Terra ad altitudini molto elevate, tipicamente sopra i 7.600 m s.l.m circa (22000 piedi, secondo la EASA - ai limiti della troposfera), oltre le quali, a causa della ridotta presenza di ossigeno nell'aria e del freddo intenso, la vita umana non è sostenibile nel lungo periodo.

## Descrizione
A tali altitudini sia la pressione che la densità dell'aria sono più ridotte che a livello del mare. Ma, soprattutto, è la pressione parziale dell'ossigeno che è notevolmente ridotta – pur essendo la sua percentuale in massa, nella miscela gassosa aria, come quella delle altitudini inferiori – largamente insufficiente per le necessità del corpo umano; infatti, la respirazione polmonare non riesce a sostenere le funzioni vitali dell'organismo e le cellule cominciano inevitabilmente a morire. A quote più basse l'organismo può acclimatarsi e sopravvivere, ma nella zona della morte l'acclimatazione duratura è fisiologicamente impossibile e l'organismo inizia a perdere poco a poco le sue funzioni. Il periodo di soggiorno nella zona della morte deve essere dunque ridotto il più possibile, per evitare l'incorrere di danni irreversibili ad alcune delle funzioni vitali, soprattutto quelle cerebrali.
A tali altitudini, la funzione respiratoria può essere aiutata solo da apposito equipaggiamento, come il respiratore con bombole di ossigeno.
Gli effetti fisiologici sul corpo umano dovuti all'ipossia da alta quota possono presentarsi anche a quote più basse di quelle della zona della morte, variando da persona a persona ed indipendentemente dal fatto che tale persona sia un alpinista professionista o un semplice escursionista. Perciò, posto il fatto che una lunga permanenza oltre gli 8000 metri sia impossibile per chiunque, le conseguenze fisiologiche di tutto ciò variano abbastanza da individuo a individuo.   
I problemi correlati all'alta quota e all'aria rarefatta, si possono infatti presentare, per alcune persone, già poco oltre i 2.500 metri; vi sono stati casi di gravi conseguenze (morte inclusa) dell'ipossia a svariate quote al di sopra di quella appena indicata: non sono stati rari i casi di morte improvvisa tra i 5.000 ed i 7.500 metri. 
Ad ogni buon conto, esiste una quota oltre la quale un essere umano, per quanto ben coperto, allenato ed equipaggiato, non può stare più di qualche giorno (al massimo) senza andare incontro a morte certa; e tale quota critica è posta convenzionalmente a circa 8.000 metri. I casi più numerosi di malesseri ed incidenti legati alla forte carenza di ossigeno ad alta quota, infatti, si sono verificati oltre questa altitudine.